# TurboTwin

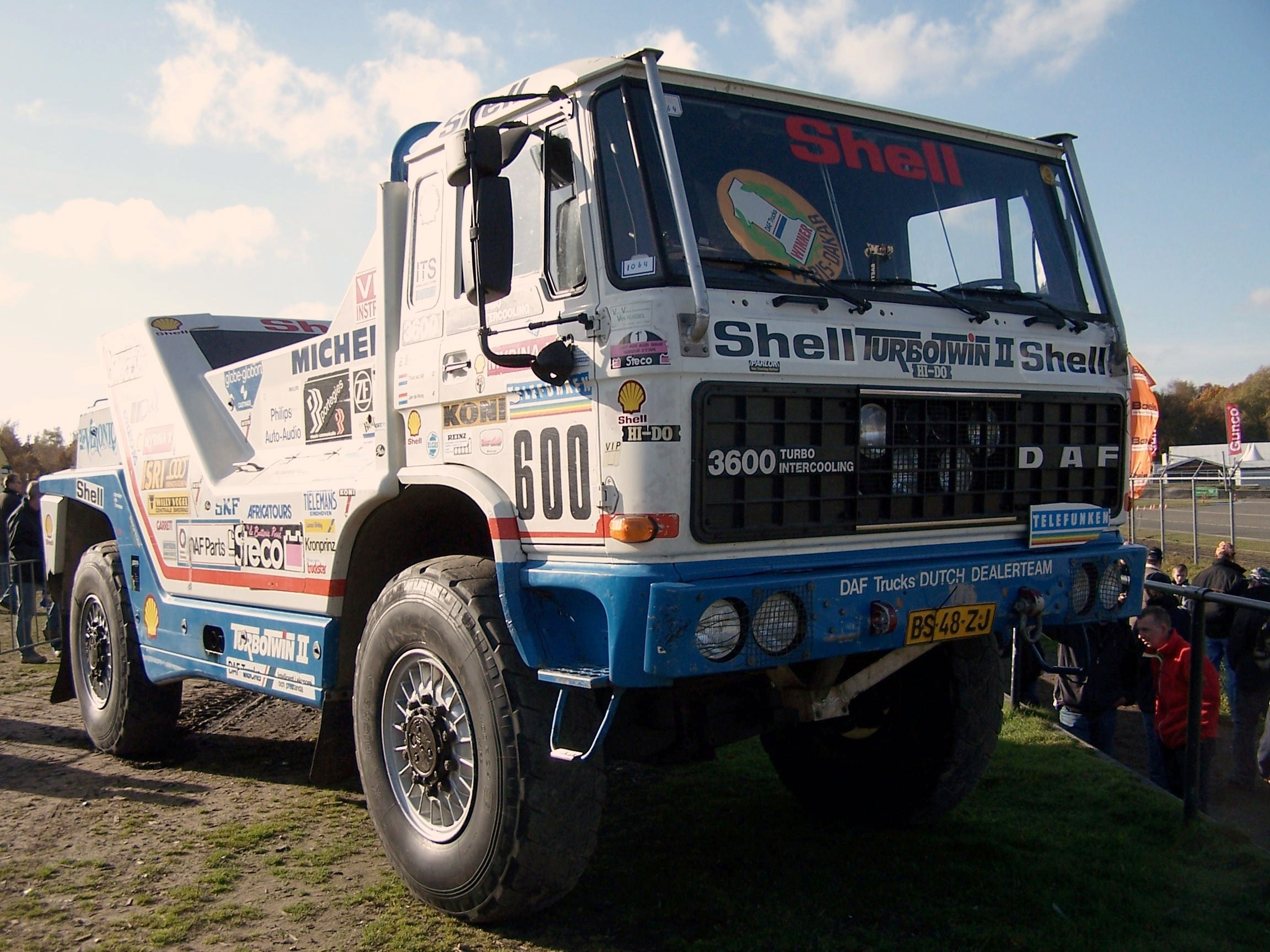
DAF TurboTwin II (1987)

TurboTwin is een rallytruck met twee motoren die rallycrosser Jan de Rooy gebruikte in de Dakar-rally.
Er zijn drie typen truck uitgerust met de TurboTwin, tussen de jaren 1986 en 1988. In 1986 kwam de eerste DAF TurboTwin uit. Deze truck had twee motoren met elk twee turbo's. De TurboTwin II had 990 pk vermogen. De X1 uit 1988 had 1220 pk, een topsnelheid van 230 km/u in het mulle zand en had drie turbo's per motor. De derde turbo comprimeerde de lucht alvast voor voordat deze naar de turbo's gingen die op beide motoren zaten. De truck ging van 0 tot 100 km/u in 7,8 seconden en woog net iets meer dan 10 ton. De X1 was een rallytruck puur sang met 6 turbo's. 
De eerste TurboTwin had een stalen chassis. De TurboTwin II uit 1987 en de X1 en X2 uit 1988 waren voorzien van aluminium velgen en een aluminium spaceframe. Hiermee kon een grote gewichtsbesparing en dus hogere snelheid worden bewerkstelligd. De X1 had een brandstoftank van 940 liter. Dat was ook nodig, want het verbruik lag in slechtste omstandigheden rond de 1 op 1.